# 紀元前499年
紀元前499年（きげんぜん499ねん）は、ローマ暦の年である。
当時は、「ガイウスとキクリヌスが共和政ローマ執政官に就任した年」として知られていた（もしくは、それほど使われてはいないが、ローマ建国紀元255年）。紀年法として西暦（キリスト紀元）がヨーロッパで広く普及した中世時代初期以降、この年は紀元前499年と表記されるのが一般的となった。

## 他の紀年法
- 干支 : 壬寅
- 日本
  - 皇紀162年
  - 懿徳天皇12年
- 中国
  - 周 - 敬王21年
  - 魯 - 定公11年
  - 斉 - 景公49年
  - 晋 - 定公13年
  - 秦 - 恵公2年
  - 楚 - 昭王17年
  - 宋 - 景公18年
  - 衛 - 霊公36年
  - 陳 - 湣公3年
  - 蔡 - 昭侯20年
  - 曹 - 伯陽3年
  - 鄭 - 声公2年
  - 燕 - 簡公6年
  - 呉 - 闔閭16年
- 朝鮮
  - 檀紀1835年
- ベトナム :
- 仏滅紀元 : 46年
- ユダヤ暦 : 3262年 - 3263年

## できごと

### ギリシア
- 紀元前502年にナクソス島の反乱の鎮圧に失敗した後、アケメネス朝ペルシアからの報復から自身を守ろうとしたアリスタゴラスは、ミレトスやその他のイオニア人とともに反乱を企てた。義理の父で前任のミレトスの僭主だったヒスティアイオスの支援を受け、アリスタゴラスはペルシアに対して反乱を起こし、これがイオニアの反乱の契機となり、ギリシアとペルシアの間でペルシア戦争が始まった。ミティリーニの前の僭主は、この戦争で死亡した。
- アリスタゴラスは、スパルタ王クレオメネス1世に反乱への支援を求めたが、スパルタから返事はなかった。
- ガリポリ半島を治めていたミルティアデスは、紀元前514年頃からペルシアの宗主権の下に入っていたが、イオニアの反乱に加わった。彼はペルシアからリムノス島とギョクチェアダ島を奪還した。

### 中国
- 宋の景公の弟の公子辰・公子仲佗・公子石彄・公子地が陳から蕭に入って、宋にそむいた。
- 魯と鄭が講和した。